# Theodōros Dīligiannīs
Theodōros Dīligiannīs (in greco Θεόδωρος Δηλιγιάννης; Lagkadia, 2 gennaio 1820 – Atene, 13 giugno 1905) è stato un politico greco.

## Biografia
Nacque a Lagkadia, nel Peloponneso. Studiò legge ad Atene, e nel 1843 cominciò a lavorare al ministero dell'interno greco, del quale divenne segretario permanente nel 1859. Nel 1862, con la deposizione di re Ottone I, divenne ministro degli affari esteri del governo provvisorio. Nel 1867 fu ambasciatore a Parigi. Al suo ritorno ad Atene, prese parte a vari governi assumendo diverse cariche, e rapidamente costruì attorno a sé un partito che raggruppava gli oppositori del suo grande rivale Charilaos Trikoupis. Divenne poi il leader del Partito dei Nazionalisti, succedendo ad Alexandros Koumoundouros.
Nel 1877 votò a favore della guerra contro la Turchia, ed entrò nel governo di Koumoundoros come ministro degli affari esteri. Prese parte alla delegazione greca al congresso di Berlino del 1878. Da questo momento, e in particolare dopo il 1882, quando Trikoupis tornò di nuovo al potere, il duello tra questi due personaggi fu la principale caratteristica della politica greca.

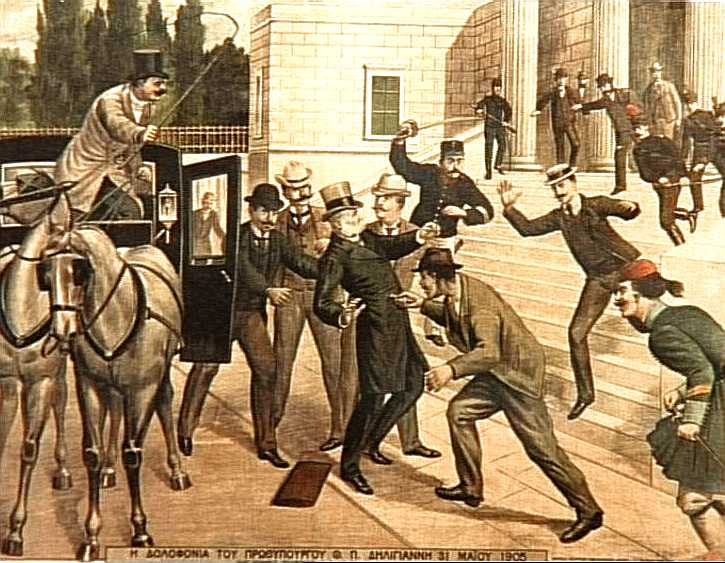
L'assassinio di Dīligiannīs, in una colorata litografia contemporanea.

Dīligiannīs formò il suo primo governo nel 1885; ma la sua politica bellicosa, causata per forzare i poteri che potessero portare delle concessioni, frenando la potenza turca, per evitare il rischio di una guerra europea, lo portò al crollo del suo gabinetto. Tornò al potere nel 1890, con un programma radicale; il suo fallimento è dovuto sia alla crisi finanziaria, sia al conflitto che si venne a creare tra lui e il re. Le sue abitudini irrispettose si conclusero con la sconfitta alle urne.
Nel 1895 divenne di nuovo primo ministro e fu al comando durante la crisi cretese e l'inizio della guerra con la Turchia del 1897. La sconfitta, conclusione della sua disastrosa politica bellica, causò la sua caduta nell'aprile 1897. Dīligiannīs mantenne il suo posto in parlamento nel 1899, ridimensionando tuttavia il suo potere. Comunque, ritrovò presto il consenso e l'influenza, diventando di nuovo presidente del consiglio e ministro dell'interno quando a quando, il 13 giugno 1905, alle cinque del pomeriggio venne assassinato per vendetta per le rigorose misure da lui prese contro le case da gioco. Il suo assassino, un giocatore d'azzardo professionista di nome Gherakaris, lo accoltellò all'addome con un pugnale davanti al parlamento. Venne operato d'urgenza nel tentativo di fermare l'emorragia interna; Diligiannis morì alle 19:30 dello stesso giorno.